# Ritterkanton Kocher

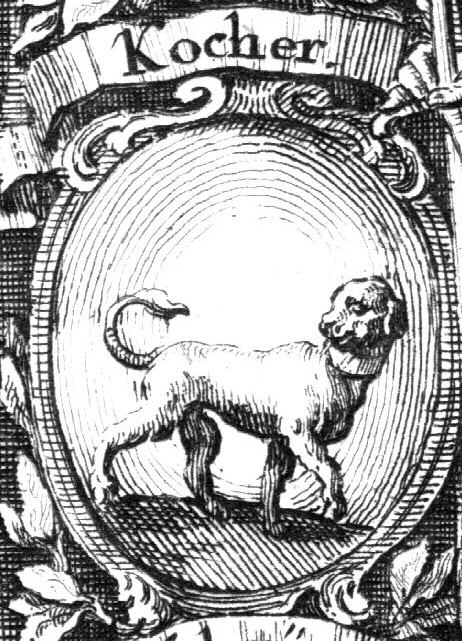
Symbolische Darstellung für den Ritterkanton Kocher von 1721

Der Ritterkanton Kocher war einer der fünf Kantone des Schwäbischen Ritterkreises und somit Teil der Organisation der Reichsritterschaft im Heiligen Römischen Reich. Das Gebiet des Kantons befand sich im Wesentlichen zwischen dem Neckar und seinem östlichen Nebenfluss Kocher. Kanzleisitz des Kantons war seit 1605 die Reichsstadt Esslingen am Neckar.

## Gliederung der Ritterkreise
Die freie Reichsritterschaft in Südwestdeutschland gliederte sich seit dem 16. Jahrhundert in einen rheinischen, fränkischen und schwäbischen Ritterkreis, der sich wiederum aus verschiedenen Kantonen zusammensetzte. Der Schwäbische Ritterkreis untergliederte sich in die Kantone Donau, Hegau-Allgäu-Bodensee, Neckar-Schwarzwald, Kocher und Kraichgau.

## Direktoren und Ritterhauptleute des Kantons

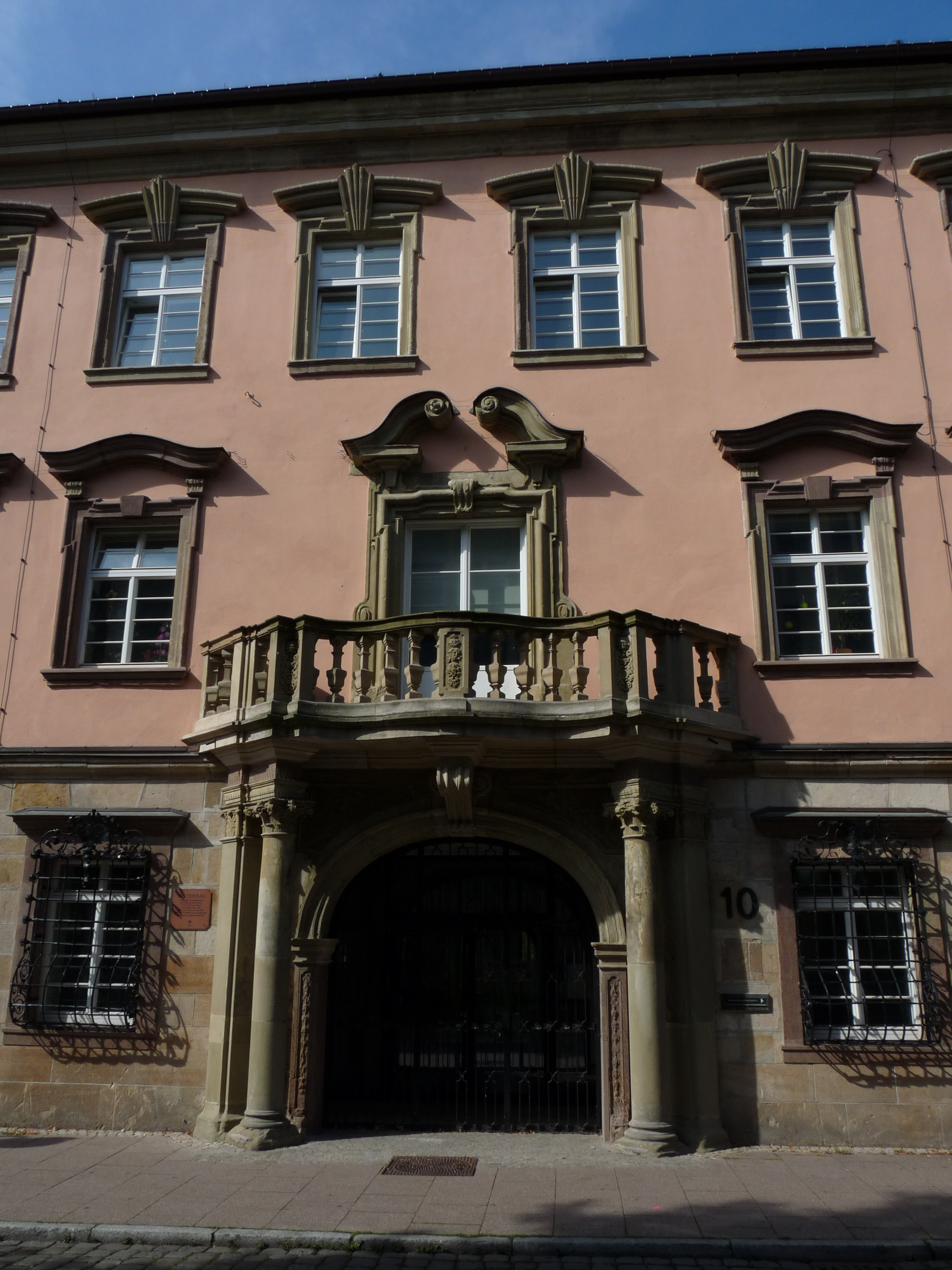
Ritterbau in Esslingen; Kanzleisitz des Ritterkantons Kocher, erbaut von 1722 bis 1725 während des Direktorats des Adam von Diemantstein

Die Entstehung des Direktoriums begann in den 1540er Jahren als sich an der Verwaltungsspitze des Kantons Kocher ein Ausschuss zu etablieren begann. Aus diesem Ausschuss entwickelte sich schließlich das Direktorium des Ritterkantons, dessen Mitglieder den Titel Ritterrat trugen. 1619 wurde erstmals der Begriff Direktor für die beiden damals dienstältesten Ritterräte Friedrich von Plieningen und Wolf Jakob Nothaft von Hohenberg verwendet. Erst ab 1622 tauchte der Begriff wieder auf, nun ausschließlich bezogen auf Friedrich von Plieningen. Ab 1625 wurde von Plieningen als Vorsitzender des Kantons dauerhaft als Direktor bezeichnet, weshalb er als erster Direktor des Kantons gilt. Ab 1751 mit der Wahl des Eberhard Maximilian vom Holtz wurde das Amt als Ritterhauptmann bezeichnet.
Die Wahl zum Direktor beziehungsweise Ritterhauptmann erfolgte im Plenarkonvent, das heißt der Versammlung aller Mitglieder des Ritterkantons.

### Liste der Direktoren und Ritterhauptleute des Kantons Kocher
- Friedrich von Plieningen 1619/22–1630
- Christoph von Laymingen 1630–1640
- Johann Erasmus Nothaft von Hohenberg *) 1640
- Georg Friedrich von Holtz **) 1644/45–1666
- Johann von Hohenfeld 1674–1684
- Heinrich Ludwig von Welden 1684–1693
- Wolf Ludwig von Stain 1693–1722
- Adam von Diemantstein 1722–1731
- Georg Wolf von Kaltenthal 1731–1746
- Johann Christoph Lang von Leinzell 1746–1751
- Eberhard Maximilian vom Holtz 1751–1762
- Konstantin von Welden 1762–1773
- Philipp Friedrich von Racknitz 1773–1794
- Joseph Anselm Adelmann von Adelmannsfelden 1794–1805

### Sonstige Persönlichkeiten in der Organisation des Ritterkantons
- Sebastian Röttinger (1537–1608), ab 1573 Konsulent im Kanton Kocher der schwäbischen Reichsritterschaft
- Heinrich Chanowsky (ca. 1550–1611/12)
- Philipp Knipschild (1595–1657), Konsulent der schwäbischen Ritterkantone an Neckar und Kocher
- Wolf Jacob Nothaft von Hohenberg (1564–1619), württembergischer Truchsess, Ritterrat und Truhenmeister des Kantons Kocher
- Marsilius Franz Sturmfeder von Oppenweiler (1674–1744), Ritterrat

## Territorien des Ritterkantons

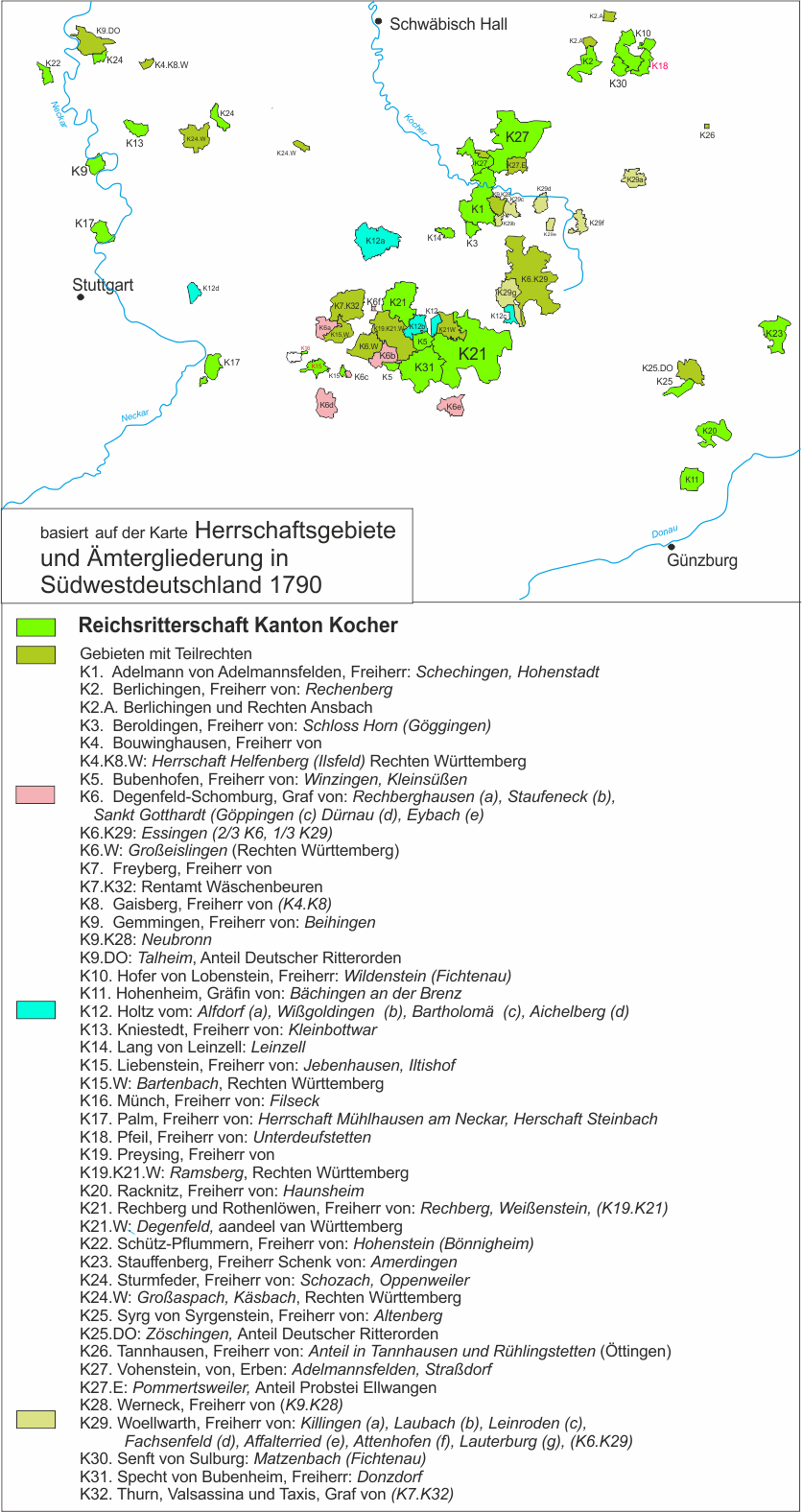
Territorien des Ritterkantons im Jahr 1790, nicht dargestellt sind alienierte Herrschaften, Herrschaften, die dem Kanton nur teilweise angehörten sowie steuerfreie Güter.

Die nachfolgende Liste gibt den Stand des Jahres 1802 wieder und spiegelt damit die Endphase des Kantons kurz vor seiner Auflösung 1805 wieder. 58 der 128 im Jahr 1802 inkorporierten Herrschaften waren alieniert, das heißt im Besitz nichtritterschaftlicher Herren, zumeist dem Herzogtum Württemberg, der Fürstpropstei Ellwangen oder der Grafschaft Oettingen. Die Folge waren Streitigkeiten ob die Güter weiterhin zum Kanton steuerten. So gab es mit Württemberg einen Vergleich von 1769, dass die alienierten Güter weiterhin zum Kanton Kocher steuerten.
Manche der Orte waren dem Kanton nur teilweise steuerbar, dies ist in der Liste jeweils vermerkt. In Klammern finden sich die Namen der reichsritterschaftlichen Familien und sonstigen Herren aus dem Jahre 1802.
- Abtsgemünd mit Wöllstein (Ellwangen) alieniert
- Adelmannsfelden (von Gültingen, von Harling, von Jungk)
- Adelstetten (Württemberg) alieniert
- Affalterried (von Woellwarth)
- Aichelberg (von Holtz)
- Alfdorf (von Holtz)
- Aldingen (Württemberg) alieniert
- Altburg und Weltenschwan (Württemberg) alieniert
- Amerdingen (Schenk von Stauffenberg)
- Attenhofen (von Woellwarth)
- Aufhausen (Oettingen) alieniert
- Bächingen (Württemberg) alieniert
- Baiershofen (Ellwangen) alieniert
- Ballhausen und Zöschingen (von Syrgenstein)
- Ballmertshofen (Fürst v. Thurn u. Taxis) alieniert
- Bargau (Schwäbisch Gmünd) alieniert
- Bartenbach und einzelne Höfe (von Preysing)
- Bartolomä (von Holtz)
- Beihingen (von Gemmingen)
- Berg (von Wöllwarth)
- Birenbach zum Teil (von Preysing)
- Bittenfeld steuerfrei
- Bodelshofen (von Palm)
- Böhmkirch (von Rechberg)
- Bönnigheim mit Cleebronn und halb Erligheim (Württemberg) alieniert
- Bronnen (Ellwangen) alieniert
- Bromberg steuerfrei
- Buchenbach steuerfrei
- Degenfeld (Württemberg) alieniert
- Dettingen  alieniert
- Diemantstein (Oettingen) alieniert
- Donzdorf (von Rechberg)
- Dorfmerkingen (Ellwangen) alieniert
- Dunstelkingen (Fürst v. Thurn u. Taxis) alieniert
- Dürnau (von Degenfeld)
- Ebersberg (Württemberg) alieniert
- Eislingen (von Degenfeld)
- Eschenbach zur Hälfte (Württemberg) alieniert
- Essingen (von Degenfeld, von Woellwarth)
- Eybach (von Degenfeld)
- Fach (Ellwangen) alieniert
- Fachsenfeld mit Waiblingen (von Woellwarth)
- Faurndau steuerfrei
- Filseck steuerfrei
- Freudental (Württemberg) alieniert
- Gammelshausen (von Degenfeld)
- Geradstetten zu einem Drittel (Württemberg) alieniert
- Göggingen zum Teil, (von Lang)
- Gotthart (von Degenfeld)
- Großaspach zur Hälfte (Sturmfeder)
- Haunsheim (von Racknitz)
- Harteneck steuerfrei
- Helfenberg (von Bouwinghausen, von Gaisberg)
- Heuchlingen  (Ellwangen) alieniert
- Heutingsheim steuerfrei
- Hochaltingen (Oettingen) alieniert
- Hochberg (Württemberg) alieniert
- Hofen (Württemberg) alieniert
- Hohenrechberg mit Rechberg (von Rechberg)
- Hohenstadt (von Adelmann)
- Hohenstein (Württemberg) alieniert
- Holzhausen (von Holtz)
- Höpfigheim (Württemberg) alieniert
- Horkheim steuerfrei
- Horn (von Beroldingen)
- Hürnheim (Oettingen) alieniert
- Hüttlingen, Herrschaft Niederalfingen (von Fugger)
- Jebenhausen (von Liebenstein)
- Katzenstein (Oettingen) alieniert
- Kleinbottwar mit Schaubeck (von Kniestedt)
- Kirchen (Zwiefalten) alieniert
- Krummwälden zu zwei Dritteln (von Bubenhofen, von Rechberg)
- Laubach mit Leinroden (von Woellwarth)
- Lauterburg mit Hohenroden (von Woellwarth)
- Lautern zu einem Drittel (von Woellwarth)
- Leinzell (von Lang)
- Lichtenberg steuerfrei
- Liebenstein mit Kaltenwesten und Ottmarsheim (Württemberg) alieniert
- Lindach (Württemberg) alieniert
- Magolsheim zu zwei Dritteln (Württemberg) alieniert
- Marktbissingen (Oettingen) alieniert
- Matzenbach (von Senfft)
- Mühlhausen an der Enz (Württemberg) alieniert
- Mühlhausen am Neckar (von Palm)
- Neidlingen (Württemberg) alieniert
- Nenningen (von Rechberg)
- Neubronn (von Gemmingen, von Werneck)
- Oberböbingen zum Teil (von Woellwarth)
- Oberschöntal (Württemberg) alieniert
- Oberstenfeld (Stift Oberstenfeld)
- Oberwälden zum Teil (von Rechberg)
- Oeffingen (Augsburger Domkapitel) alieniert
- Oggenhausen (Württemberg) alieniert
- Oppenweiler (Sturmfeder)
- Oßweil zu einem Drittel (Württemberg) alieniert
- Ottenbach (von Bubenhofen, von Rechberg)
- Pappenheim (von Pappenheim)
- Plüderhausen (von Holtz)
- Ramsenstrut (Ellwangen) alieniert
- Rechberghausen (von Degenfeld)
- Rechenberg (von Berlichingen)
- Reichenbach (von Rechberg)
- Reichenbach zum Teil (Ellwangen) alieniert
- Reichertshofe (von Adelmann)
- Rodamsdörfle zur Hälfte (Ellwangen) alieniert
- Rühlingstetten (von Tannhausen)
- Salach (von Degenfeld)
- Schanbach zur Hälfte (Württemberg) alieniert
- Schlat zur Hälfte (Württemberg) alieniert
- Schlehingen mit Leinweiler (von Adelmann)
- Schnittlingen (von Rechberg)
- Schnait steuerfrei
- Schozach (Sturmfeder)
- Schwenningen (Ellwangen) alieniert
- Steinbach (von Palm)
- Straßdorf zur Hälfte (von Rechberg)
- Süssen – Kleinsüssen mit Ramsberg (von Bubenhofen, von Preysing)
- Talheim (Deutscher Orden) alieniert
- Tannhausen (von Tannhausen)
- Treffelhausen (von Rechberg)
- Treppach zum Teil (von Woellwarth)
- Trochtelfingen (Nördlingen) alieniert
- Unterböbingen zum Teil (Ellwangen) alieniert
- Unterdeufstetten (nichtritterschaftlicher Adel) alieniert
- Unterwaldstetten (Ellwangen) alieniert
- Utzmemmingen (Oettingen) alieniert
- Utzwingen (Oettingen) alieniert
- Waldenstein steuerfrei
- Wangen (von Degenfeld)
- Wäschenbeuren (von Freyberg, von Thurn-Valsassina und Taxis)
- Weißenstein (von Rechberg)
- Wildenstein mit Neustädtlein und Rötlein (von Hofer)
- Winzerhausen (Württemberg) alieniert
- Winzingen (von Bubenhofen)
- Wißgoldingen (von Holtz)
- Zazenhausen (Württemberg) alieniert

## Adelsfamilien im Kanton Kocher
Viele der immatrikulierten Herrschaften durchliefen mehrfache Besitzerwechsel, dadurch waren im Laufe der Zeit 183 Familien Mitglied im Kanton. Nur zehn Familien waren von Anfang an bis zur Auflösung Mitglied, dies waren die Adelmann von Adelmannsfelden, Degenfeld, Freyberg, Liebenstein, Pappenheim, Rechberg, Sturmfeder von Oppenweiler, Thannhausen, Weiler und Woellwarth. Neun weitere Familien waren immer noch länger als 200 Jahre Mitglied. Dies waren die Berlichingen, Bubenhofen, Fugger, Kaltental, Neuhausen, Schenk von Stauffenberg, Schertlin von Burtenbach, Senft von Sulburg und Welden. Diesen Familien, die als Element der Konstanz im Kanton betrachtet werden, steht eine Vielzahl an Familien gegenüber, die nur für kurze Zeit Mitglied waren. Phasen besonders großer Fluktuation waren einerseits die Zeiten des Dreißigjährigen Krieges, andererseits das beginnende 18. Jahrhundert als sich Familien des Dienstadels in die Rittergüter des Kantons einkauften, dort oft aber nur wenige Generationen halten konnten.
Dem Ritterkanton Kocher gehörten folgende Familien an:
- Adelmann von Adelmannsfelden (1542–1805)
- Angelloch (1564–1567)
- Bacmeister (1708–1711)
- Baldeck (1542–1565)
- Berlichingen (1597–1805)
- Bartenstein (1743–1805)
- Beauvau de Caron (1721–1743)
- Beckers von Westerstetten (1743–1776)
- Bemmelberg (1569–1661)
- Berger (1721–1772)
- Berlichingen (1597–1805)
- Bernerdin (1656–1673 und 1743–1773)
- Bernhausen aus Bernhausen (1542–1569)
- Beroldingen (1790–1805)
- Bertrand (1710–1776)
- Besserer (1628–1629)
- Bidembach von Treuenfels (1647–1747)
- Blarer von Wartensee (1602–1729)
- Bock (1783–1805)
- Böcklin von Böcklinsau (1645–1685)
- Bode (1726–1746)
- Bouwinghausen von Walmerode (1639–1805)
- Breitenbach (1574–1588)
- Breitschwert von Buchenbach (1666–1714)
- Breuning von Buchenbach (1592–1668)
- Bubenhofen (1560–1805)
- Buchholtz (1592–1629)
- Burkard von der Klee (1712–1760)
- Chanoffsky von Langendorf (1633–1648)
- Clengel (1731–1746)
- Closen (1629–1764)
- Dachenhausen (1629–1764)
- Dachenroeden (1746–1772)
- Degenfeld (1542–1805)
- Diemantstein, Herrschaft Diemantstein (1542–1730)
- Diemar (1557–1574)
- Drechsel von Deufstetten (1655–1673)
- Echter von Mespelbronn (1603–1629)
- Elstern (1715–1721)
- Eltershofen (1542–1578 und 1651–1712)
- Eroldsheim; Burg Erolzheim (1652–1689)
- Eyb (1595–1629)
- Fauber von Randegg (1609–1632)
- Fetzer von Ockenhausen; Oggenhausen (1542–1629)
- Fischer von Filseck (1647–1707)
- Frauenberg; Ganerbenbesitz in Talheim
 Stammhaus Burg Frauenberg (1560–1636)
- Freyberg (1542–1805)
- Fugger (1560–1805)
- Fronhofen; Burg Fronhofen
- Gaisberg; Herrschaft Helfenberg (1633–1805)
- Gartner (1714–1730)
- Geizklopfer (1600–1662)
- Gemmingen (1593–1597 und 1684–1805)
- Göler von Ravensburg (1651 und 1746–1751)
- Göllnitz (1651–1790)
- Graveneck (1629–1651 und 1674–1697)
- Grävenitz (1711–1764)
- Greiffenclau-Vollrads (1723–1805)
- Grün (1643–1651)
- Grüntal (1618–1633)
- Grünwald (1712–1731)
- Guin (1650–1666)
- Gültlingen (1762–1805)
- Gundelsheim (1593–1614)
- Güss von Güssenberg; Burg Güssenburg (1596/1597)
- Hallweil (1583–1710)
- Harling (1770–1795)
- Hausen (1545–1569)
- Hehl (1651–1666)
- Heidenopp (1645–1666)
- Helmstatt (1603–1629)
- Herman von Hermsansdorf (1567–1614)
- Herter von Hertneck; Burg Harteneck (1567–1614)
- Herwarth von Bittenfeld (1574–1633)
- Hess (1782–1805)
- Hofer von Lobenstein (1663–1805)
- Hoheneck (1597–1629)
- Hohenfeld (1650–1689)
- Holdermann von Holderstein (1560–1599)
- Holtz (1633–1805)
- Horkheim (1542–1624)
- Horneck von Hornberg (1674–1740)
- Huldenberg (1722–1743)
- Hürnheim (1542–1586)
- Im Hoff (1659)
- Jäger von Gärtringen, Höpfigheim (1578–1683)
- Jagstheim (1542–1585 und 1652–1666)
- Janowitz (1614–1674)
- Jungken gen. Münzer von Morenstamm (1766–1790)
- Kaltental (1542–1770)
- Kniestedt (1701–1805)
- Knörringen (1605–1666)
- Kroneck (1654)
- Lang von Leinzell (1648–1805)
- Laubenberg (1578–1584)
- Laymingen (1592–1679)
- Leiher von Talheim (1563–1614)
- Lemlin von Horkheim (1542–1640)
- Leonrod (1560–1651)
- Leutrum von Ertingen (1723–1776)
- Leyden (1763–1805)
- Liebenstein (1542–1805)
- Lierheim (1542–1567)
- Linck von Kirchheim (1611–1684)
- Lomersheim (1567)
- von Massenbach (1564–1597)
- Megenzer von Velldorf (1648–1656)
- Menzingen (1681–1731)
- Moser von Filseck (1617–1673)
- Nettelhorst (1713–1770)
- Neuhausen (1542–1754)
- Nippenburg (1592–1645)
- Nördlinger (1614–1629)
- Nothaft von Hohenberg (1542–1687)
- Oststein (1696)
- Palm (1722–1805)
- Pappenheim (1542–1805)
- Paumgarten (1766–1805)
- Pfaudt von Kürnburg (1661–1704)
- Pflummern (1651–1655)
- Pfuel (1714–1731)
- Plato (1609–1620)
- Plieningen (1542–1645)
- Preysing (1746–1805)
- Racknitz (1674–1805)
- Rau von Winnenden (1542–1564)
- Rechberg (1542–1805)
- Reichau (1684–1694)
- Reichlin von Meldegg (1697–1714 und 1762–1776)
- Reiss von Reissenstein (1542–1597)
- Remchingen (1566–1619 und 1666–1673)
- Resch von Reschenberg (1643)
- Rietheim (1564, 15592 uns 1666–1677)
- Rinderbach; Gmünder Patrizierfamilie (1542–1603)
- Rott (1609–1623)
- Schaffalitzky von Muckendell (1592–1685)
- Schell (1714–1790)
- Schenk von Schenkenstein, Burg Schenkenstein (1562–1584)
- Schenk von Stauffenberg (1569–1805)
- Schenk von Winterstetten (1542–1584 und 1666–1693)
- Scheppach (1542–1564)
- Schertlin von Burtenbach (1560–1568 und 1597–1795)
- Schilling von Cannstatt (1542–1659 und 1722)
- Schmidberg (1716–1777)
- Schwarzach (1747–1770)
- Senft von Sulburg (1542–1803)
- Seybold von Horkheim (1634–1673)
- Specht von Bubenheim (1685–1770)
- Sperberseck (1549–1708)
- Speth (1542–1674)
- Stadion (1603–1651)
- Stain (1597–1805)
- Stammheim (1542–1588)
- Stein (1689–1774)
- Steinheuser von Neidenfels (1542–1611)
- Stockhammer (1735–1743)
- Sturmfeder von Oppenweiler (1542–1805)
- Syrgenstein (1654–1805)
- Talheim (1542–1605)
- Thannhausen (1542–1570 und  1657–1805)
- Thumb von Neuburg (1560–1781)
- Thüngen (1697–1709)
- Thurn-Valsassina und Taxis (1647–1805)
- Trauschwitz (1603–1619)
- Ulmenstein (1738–1785)
- Urbach (1542–1607)
- Ursenbeck von Pottschach (1614–1629)
- Venningen (1614–1629)
- St. Vincent (1674–1805)
- Vohenstein (1542–1737)
- Weiler (1542–1805)
- Weitershausen (1560–1651)
- Welden (1588–1805)
- Wernau (1542–1684)
- Werneck (1805)
- Westernach (1560–1576)
- Westerstetten (1542–1637)
- Wittstatt gen. Hagenbach (1563–1584)
- Witzleben (1592–1633)
- Woellwarth (1542–1805)
- Wollmershausen (1682–1708)
- Wucherer von Huldenfeld (1732–1749)
- Zobel von Giebelstadt (1714–1770)
- Züllnhart (1542–1687)